# The Song
The Song je čtvrtá epizoda druhé série amerického televizního seriálu Smash a v celkovém pořadí devatenáctá epizoda tohoto seriálu. Epizodu režíroval Michael Morris a scénář napsala Bathsheba Doran. Poprvé se vysílala ve Spojených státech dne 26. února 2013 na televizním kanálu NBC.
V této epizodě vrcholí přípravy na koncertní show Veronicy Moore a Eileen má před sebou velmi těžkou volbu.

## Obsah epizody
Epizoda začíná písní "I Got Love", kterou se Veronica Moore (Jennifer Hudson) připravuje na svůj koncert, který režíruje a připravuje Derek (Jack Davenport). Kromě něj na koncertu také spolupracují Tom (Christian Borle) jako textař a Karen (Katharine McPhee) a Ivy (Megan Hilty) jako tanečnice. Derek se opět chová nevybíravě a nutí Veronicu do "sexy" image, aby se odlišila, což se ale nelíbí její matce, která se stará především o to, aby její dcera byla hodnou holkou a dobře vydělávala. Z Dereka a Veroničiny matky se během příprav stanou očividní nepřátelé.
Karen pozve Kyla (Andy Mientus) a Jimmyho (Jeremy Jordan) na zkoušku a kvůli nedostatku písní se naskytne Jimmymu příležitost ke zviditelnění – může napsat píseň pro Veronicu. Ze začátku se mu to nedaří, ale nakonec s pomocí Karen složí působivou skladbu "I Can't Let Go". Derek, kterého mezitím urazila Veroničina matka, ale skladbu odmítá a Jimmy naštvaně utíká. Nakonec ho najde Karen před divadlem odpoledne pod vlivem lehkých drog, povídají si a políbí se. Během koncertu nakonec Veronica píseň zazpívá jako závěrečnou, má ohromný úspěch u diváků a odměňují potleskem i autory písně – Jimmyho a Kyla.
Julia se setkává s Peterem (Daniel Sunjata), který ji zve na hodinu herectví, kde studenti interpretují její text, aby si uvědomila své chyby ve scénáři. Julia i přes mnoho protestů nakonec pochopí, že Marylin po celý život ovlivňovali její muži a že to sama Julia psala očima muže – jak oni viděli Marylin. Rozhodne se především na to zaměřit a společně s Peterem pracují dlouho do noci.
Eileen (Anjelica Huston) čeká soudní šetření ohledně nelegálních peněz, které byly použity na produkci Bombshell. Den před soudním slyšením se však v jejím bytě objeví její přítel Nick (Thorsten Kaye), který je hledaný pro podvod a Eileen se musí rozhodnout, zda říct, buď že o penězích nevěděla a tím by zachránila sebe i muzikál anebo říct pravdu, tím pomoci Nickovi, ale stáhnout dolů sebe i muzikál. Eileen se nakonec rozhodne pro druhou možnost a soud nečekaně muzikál očistí, ovšem pod podmínkou, že Eileen již nebude producentkou muzikálu. Producentem Bombshell se tedy stává Eileenin bývalý a zákeřný manžel Jerry Rand (Michael Cristofer) , který v poslední scéně epizody děkuje po telefonu svému spojenci – Elissovi (viz 1. série) a vypisuje mu šek .

## Seznam písní
- "I Got Love"
- "I'm Not Lost"
- "Chest of Broken Hearts"
- "Everybody Loves You Now"
- "I Can't Let Go"

## Sledovanost
Epizodu v den vysílání sledovaly 3 miliony diváků a získala rating 0,9/3 ve věkové skupině od osmnácti do čtyřiceti devíti let .